# Mercato (Napulj)
Mercato (talijanski za "tržnicu") je susjedstvo ili kvart Napulja, južna Italija. Nalazi se u jugoistočnom dijelu grada, s juga omeđen industrijskom lukom Napulja.
U središtu područja nalazi se Piazza del Mercato ili "tržni trg", srednjovjekovna gradska tržnica. Na vrhu polumjeseca trga nalazi se crkva Santa Croce e Purgatorio al Mercato. Na istoku i zapadu vidljivi su zvonici i dijelovi pročelja crkve Sant'Eligio Maggiore i crkve Santa Maria del Carmine. Trg je bio mjesto pogubljenja Conradina.
To je također mjesto gdje je izbila Masaniellova pobuna i također mjesto pogubljenja nakon rojalističkog ponovnog preuzimanja kraljevstva nakon pada Napuljske Republike 1799. godine.
Područje je donekle odsječeno od ostatka grada, u unutrašnjosti, urbanom obnovom (it. risanamento) ranih 1900-ih. Također, teško je oštećena bombardiranjem u Drugom svjetskom ratu.